# 春潭街道
春潭街道是中华人民共和国贵州省黔西南布依族苗族自治州安龙县下辖的一个街道办事处。

## 行政区划
春潭街道下辖以下村级行政区划单位：
双龙社区、西河社区、板磨社区、山岔社区、安比社区、青龙社区、阳方社区、当朝社区、天菇社区、平寨社区、下扎村、盘江村、阿兴村、大坪村、红星村、久长村、水冲村、排冗村、冗华村、冗讲村、钢厂村、石灰村。